# Karl-Rahner-Preis
Der „Karl-Rahner-Preis für theologische Forschung“ erinnert an den katholischen Theologen Karl Rahner. Der 1984 von der Universität Innsbruck gestiftete Preis wird für eine herausragende Dissertation oder Habilitation deutscher oder englischer Sprache aus dem Bereich der katholischen, einschließlich der ökumenischen, Theologie (vorzugsweise mit thematischer Affinität zur Theologie Karl Rahners) verliehen. Er wird jährlich ausgeschrieben, ist aber – wenn keine hinreichend preiswürdige Arbeit eingereicht wurde – nicht jährlich verliehen worden. Die Dotation besteht aus einem Zuschuss für Drucklegung in der Reihe Innsbrucker theologische Studien bis zum Höchstwert von 5.000 €.

## Preisträger
- 1985: Heribert Rücker für die Arbeit „Afrikanische Theologie“ – Darstellung und Dialog[1]
- 1987: Wolfgang Klausnitzer für die Habilitationsschrift Das Papstamt im Disput zwischen Lutheranern und Katholiken – Schwerpunkte von der Reformation bis zur Gegenwart[2]
- 1989: Josef Freitag für die Arbeit Das sacramentum ordinis auf dem Konzil von Trient[3]
- 1992: Margit Eckholt für die Dissertation Vernunft in Leiblichkeit. Die christologische Vermittlung im Denken Nicolas Malebranches[4]
- 1994: Franz Gmainer-Pranzl für die Arbeit Transzendentale und hermeneutische Theologie. Studien zum Verhältnis von Glaube und Geschichte bei Karl Rahner und Gerhard Ebeling[5]
- 1995: Ralf Stolina für die Dissertation Die Theologie Karl Rahners: Inkarnatorische Spiritualität. Menschwerdung Gottes und Gebet. Innsbruck 1996 (ITS Band 46).[6]
- 1997: Bernhard Grümme für die Arbeit „Noch ist die Träne nicht weggewischt von jeglichem Angesicht“ – Überlegungen zur Rede von Erlösung bei Karl Rahner und Franz Rosenzweig[7]
- 1998: Heinz-Hermann Peitz für die Dissertation Kriterien für den Dialog zwischen Naturwissenschaften und Theologie. Entfaltung und Operationalisierung wissenschaftstheoretischer Implikate im Werk von Karl Rahner von 1995[8]
- 2001: Günther Wassilowsky für die Dissertation Universales Heilssakrament Kirche – Der Beitrag Karl Rahners zur Ekklesiologie des II. Vatikanums[9]
- 2003: Hildegund Keul für die Habilitationsschrift Verschwiegene Gottesrede – Die Mystik der Begine Mechthild von Magdeburg[10]
- 2004: Christine Büchner für die Arbeit Gottes Kreatur – ein reines Nichts? Einheit Gottes als Ermöglichung von Geschöpflichkeit und Personalität im Werk Meister Eckharts[11]
- 2006: Ansgar Kreutzer für die Arbeit Kritische Zeitgenossenschaft. Konturen einer kontextuellen Theologie für die moderne Gesellschaft in Auseinandersetzung mit der Pastoralkonstitution „Gaudium et Spes“[12]
- 2008: Udo Bentz für die Arbeit Jetzt ist noch Kirche – Grundlinien einer Theologie kirchlicher Existenz im Werk Karl Rahners[1]
- 2009: Michael Hauber für die Dissertation Unsagbar nahe. Eine Studie zur Entstehung und Bedeutung der Trinitätstheologie Karl Rahners[13]
- 2010: Andreas Telser für die Arbeit Theologie als öffentlicher Diskurs. Zur Relevanz der Systematischen Theologie David Tracys[14]
- 2011: Richard Lopes für die Arbeit Indian Christology of the Way[15]
- 2012: Dominik Matuschek für die Arbeit Konkrete Dogmatik: Die Mariologie Karl Rahners[15]
- 2013: Mathias Moosbrugger[16]
- 2014: Klaus Vechtel für Eschatologie und Freiheit[17]
- 2016: Michael Seewald für Theologie aus anthropologischer Ansicht[18]
- 2017: Paul Schroffner für Erinnerung, Herausforderung und Quelle christlicher Hoffnung: Paul Ricoeur und Johann Baptiste Metz im Spannungsfeld von maßvoll-gerechtem Gedächtnis und gefährlicher Erinnerung.
- 2019: Joachim Jakob für Syrisches Christentum und früher Islam. Theologische Reaktionen in syrisch-sprachigen Texten vom 7. bis 9. Jahrhundert.
- 2020: Daniel Remmel für Die Leiblichkeit der Offenbarung. Die Lebensphänomenologie Michel Henrys und ihre Rezeptionsmöglichkeiten für eine christliche Theorie des Subjekts, eine transzendentale Offenbarungstheologie und Christologie.
- 2021: Aaron Langenfeld für Frei im Geist. Studien zum Begriff direkter Proportionalität in pneumatologischer Absicht und Hernán Rojas Edwards für „Wohin, Herr, willst Du mich bringen?“ Eine Theologie der Berufung im Gespräch mit Karl Rahner.
- 2022: Isabella Bruckner für Gesten des Begehrens. Mystik und Gebet im Ausgang von Michel de Certeau.
- 2024: Agnes Slunitschek für Der Glaubenssinn. Begründung - Beschreibung - Beurteilung - Beziehungen
- 2025: Christian Stoll für Religiöse Erfahrung und theologische Wissenschaft im Umbruch der Moderne. Studien zur katholischen Theologie in der Modernismuskrise.[19]